# Funzione gradino di Heaviside

La funzione gradino di Heaviside, usando la convenzione della metà del massimo

In matematica e fisica, la funzione gradino di Heaviside o funzione a gradino unitaria, il cui nome si deve a Oliver Heaviside, è una funzione discontinua che ha valore zero per argomenti negativi e uno per argomenti positivi. Può essere definita sia come una funzione continua a tratti o come una distribuzione.
La derivata distribuzionale della funzione di Heaviside {\displaystyle H} è la delta di Dirac {\displaystyle \delta (x)}:
{\displaystyle {\frac {\mathrm {d} }{\mathrm {d} x}}H(x)=\delta (x),}
mentre la funzione rampa {\displaystyle R} ne è la primitiva:
{\displaystyle R(x):=\int _{-\infty }^{x}H(\xi )\mathop {} \!\mathrm {d} \xi =xH(x).}
La funzione a gradino è usata nella matematica della teoria del controllo e nell'elaborazione dei segnali per rappresentare un segnale che si attiva a partire da un tempo specificato e rimane attivo indefinitamente.
Inoltre tale funzione è utilizzata in fluidodinamica per lo studio di flussi multifase con interfaccia sharp.

## Definizione
Si indica con:
{\displaystyle \Theta (x)={\begin{cases}0,&x<0\\1,&x\geqslant 0.\end{cases}}}
Spesso, al posto di {\displaystyle \Theta (x)}, si usano le notazioni {\displaystyle \delta ^{(-1)}(x)}, {\displaystyle u(x)} o {\displaystyle h(x)}, o ancora, con abuso di notazione, {\displaystyle 1(x)}.
Se viene definita come una distribuzione, è la funzione {\displaystyle \Theta (x)} tale per cui:
{\displaystyle \int \Theta (x)f'(x)\mathop {} \!\mathrm {d} x=-f(0),}
dove {\displaystyle f'}è la derivata di una funzione sufficientemente liscia che decresce all'infinito con andamento sufficientemente rapido.
Una rappresentazione integrale della funzione gradino è la seguente:
{\displaystyle \Theta (x)=\lim _{\varepsilon \to 0}\left(-{1 \over 2\pi i}\int _{-\infty }^{\infty }{1 \over \tau +i\varepsilon }e^{-ix\tau }\mathop {} \!\mathrm {d} \tau \right).}
Si tratta della funzione di ripartizione di una variabile casuale che è quasi sicuramente 0 (vedi variabile casuale degenere).
La funzione di Heaviside è l'integrale della delta di Dirac:
{\displaystyle \Theta (x)=\int _{-\infty }^{x}{\delta (t)}\mathop {} \!\mathrm {d} t.}
Il valore di {\displaystyle \Theta (0)} non è del tutto standard: alcuni scrittori assumono {\displaystyle \Theta (0)=0}, altri {\displaystyle \Theta (0)=1.} La scelta più utilizzata rimane comunque {\displaystyle \Theta (0)=1/2} perché permette di ridefinire la funzione di Heaviside attraverso la funzione segno. Questo ne dà una definizione più generale:
{\displaystyle \Theta (x)={\frac {1}{2}}\left(1+\operatorname {sgn} x\right)={\begin{cases}0,&x<0\\{\frac {1}{2}},&x=0\\1,&x>0.\end{cases}}}
Per rimuovere l'ambiguità sul valore di {\displaystyle \Theta (0)} da utilizzare, si può scrivere un pedice che lo specifica:
{\displaystyle \Theta _{n}(x)={\begin{cases}0,&x<0\\n,&x=0\\1,&x>0.\end{cases}}}
Tuttavia la stessa notazione è usata per indicare un gradino ritardato:
{\displaystyle \Theta _{T}(t)=\Theta (t-T).}
Il prodotto di una funzione per la funzione {\displaystyle \Theta } dà una funzione unilatera.

## Forma discreta
Si può anche definire una forma alternativa del gradino unitario come funzione di una variabile discreta {\displaystyle n}:
{\displaystyle \Theta [n]={\begin{cases}0,&n<0\\1,&n\geq 0,\end{cases}}}
dove {\displaystyle n} è intera. Questa funzione è la somma fino a {\displaystyle n} della delta di Kronecker:
{\displaystyle \Theta [n]=\sum _{k=-\infty }^{n}\delta [k],}
dove {\displaystyle \delta [k]=\delta _{k,0}} è la delta di Dirac.

## Trasformata di Fourier
Un altro modo per scrivere il gradino di Heaviside è
{\displaystyle \Theta (t)=\lim _{\alpha \to 0}\exp(-t\alpha ^{|t|/t})}
la cui trasformata di Fourier è:
{\displaystyle {\tilde {\Theta }}(t)={\frac {1}{i\omega }}+\pi \delta (\omega ),}
dove {\displaystyle \delta (\omega )}è la delta di Dirac. Cioè lo spettro in frequenza del gradino di Heaviside è {\displaystyle 1/(i\omega )} eccetto che in {\displaystyle \omega =0}, dove è presente una singolarità in cui è concentrato lo spettro.